# Compagnons de saint Nicolas
Les compagnons de saint Nicolas sont divers personnages ou figures régionales qui accompagnent le saint lors de sa fête en Europe centrale et occidentale. Ces personnages agissent comme antagonistes au saint patron qui distribue des cadeaux lors de sa fête le 6 décembre, ou le 19 décembre pour l'Église orthodoxe utilisant le calendrier julien, aux enfants sages, menaçant de fouetter, punir ou enlever les enfants désobéissants.

## Origine générale des personnages
Jacob Grimm, dans son ouvrage Deutsche Mythologie, a associé ce personnage à l'esprit du foyer pré-chrétien (kobold, elfe) qui pourrait être bienveillant ou malveillant, mais dont le côté malicieux a été souligné après la christianisation. Le distributeur de cadeaux associé aux elfes a des parallèles dans le folklore anglais et scandinave et est indirectement lié au lutin de noël du folklore américain.

## Figures régionales

### Belsnickel

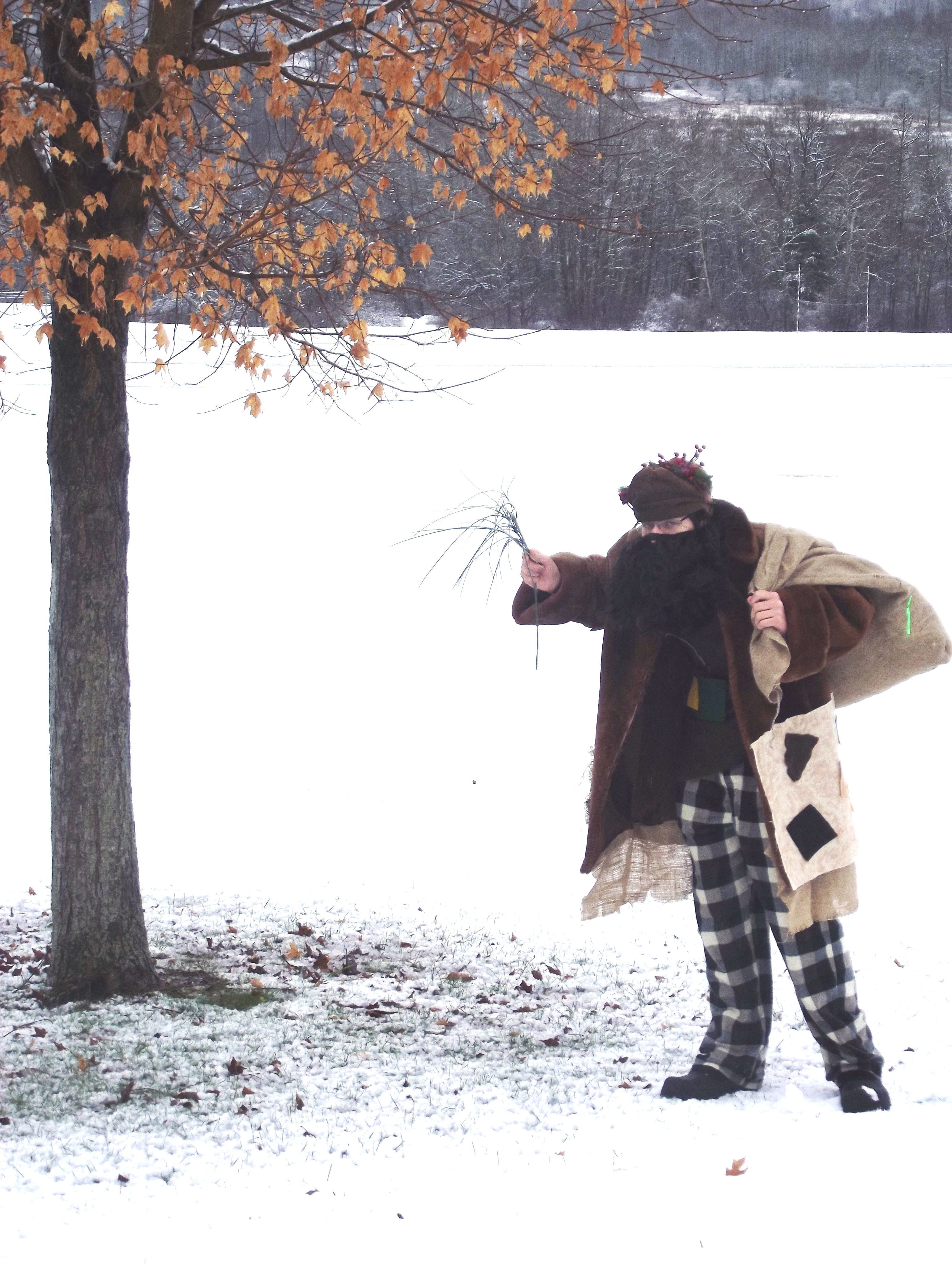
Belsnickel moderne

Belsnickel est un compagnon de Saint-Nicolas dans le Palatinat en Allemagne. Belsnickel est un homme portant de la fourrure qui couvre tout son corps, et il porte parfois un masque avec une longue langue. C'est une créature plutôt effrayante qui rend visite aux enfants et leur livre des chaussettes ou des chaussures pleines de bonbons, mais si les enfants n'étaient pas sages, ils trouveront du charbon dans leurs bas à la place.
Dans certaines parties des États-Unis au XIXe siècle, les traditions du « Pelznickel » ont été maintenues pendant un certain temps parmi les immigrants jusqu'à l'Indiana dans l'Ouest. Aujourd'hui, des vestiges de cette tradition subsistent, connus sous le nom de « Belsnickel », notamment en Pennsylvanie. Un récit du XIXe siècle sur la tradition du « Beltznickle » dans le comté d'Allegany, dans le Maryland, peut être trouvé dans « Brown's Miscellaneous Writings », un recueil d'essais de Jacob Brown (né en 1824). Écrivant sur une période autour de 1830, Brown dit : « nous n'avons pas entendu parler » du Père Noël. Au lieu de cela, la tradition exigeait la visite d'un personnage complètement différent :

« Il était connu sous le nom de Kriskinkle, Beltznickle et parfois sous le nom de la femme de Noël. Les enfants voyaient alors non seulement la personne mystérieuse, mais le sentaient ou plutôt ses rayures sur leur dos avec sa houlette. Le visiteur annuel faisait son apparition quelques heures après la tombée de la nuit, complètement déguisé, en particulier le visage, qui était parfois recouvert d'une tenue laide - généralement féminine - d'où le nom de femme de Noël - parfois c'était une véritable femme mais avec une force et une action masculines. Elle ou il était équipé d'un grand sac autour des épaules rempli de gâteaux, de noix et de fruits, et d'une longue baguette de noisetier qui était censée avoir une sorte de charme en plus d'un dard. Une main dispersait les friandises sur le sol, puis la bousculade des enfants ravis commençait, et l'autre main frappait la baguette sur le dos des jeunes excités qui ne faisaient pas une grimace, (mais s'il s'était agi de la discipline parentale, ils auraient crié très fort. »

Sur la côte sud de la Nouvelle-Écosse, au Canada, une tradition de Noël connue sous le nom de Belsnickling existe : à l'instar du Mummering (en), les gens vont de maison en maison au sein des communautés, vêtus de plusieurs couches de vêtements et avec des foulards autour du visage pour dissimuler leur identité. On donne ensuite à ces personnes de la nourriture et des boissons (généralement du rhum ou du lait de poule) jusqu'à ce que leur identité soit devinée, puis elles se dirigent vers la maison suivante.
Il est aussi présent dans la ville brésilienne de Guabiruba suite aux immigrations allemandes.

### Père Fouettard

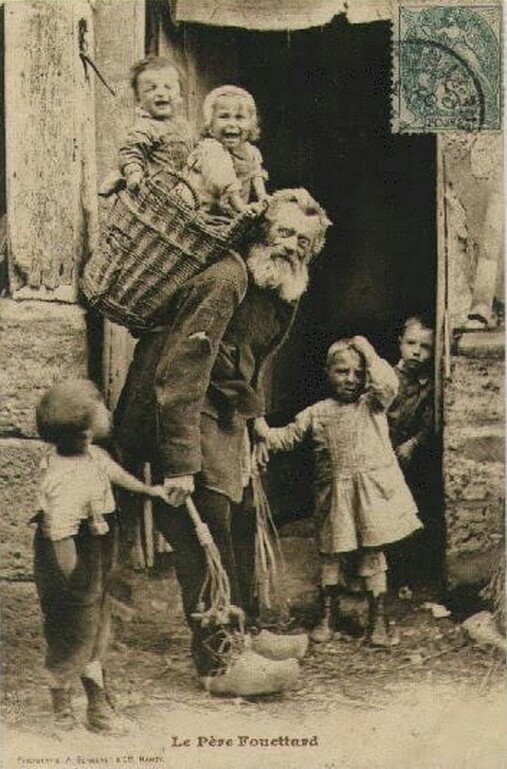
Carte postale du père Fouettard du début du XXe siècle

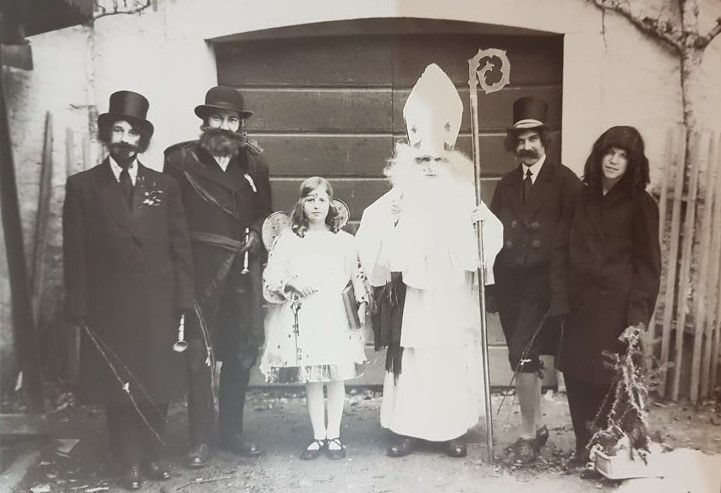
Saint Nicolas et son cortège de pères fouettards

Le père Fouettard est le personnage présent dans la majorité de la zone francophone de France, Belgique et Suisse[réf. nécessaire].
Selon une légende lorraine, le père Fouettard serait né à Metz en 1552 pendant le siège de la ville par l'armée de Charles Quint, les habitants de la ville firent une procession avec un mannequin à l'effigie de l'empereur à travers les rues avant de le brûler,,.
D'après une autre version, c’est en 1737, dans le Comté de Hanau-Lichtenberg qu’il apparaît pour la première fois. À l’origine de ce personnage, il y aurait pour les uns le maréchal Jean de Dratt (Hans von Trotha).
En Belgique francophone, en région bruxelloise et Wallonie, le père Fouettard serait en fait  le boucher puni par Saint Nicolas. Il aurait égorgé et caché dans un tonneau des enfants qui avaient trouvé refuge chez lui. Ces enfants auraient été ressuscités dans la suite par saint Nicolas. Pour lui faire regretter son méfait, ce dernier l'aurait condamné à l'accompagner lors de sa distribution de récompenses, en lui assignant la tâche de punir les enfants désobéissants. Il joue également le ramoneur du saint,.
Dans certaines villes belges il troque ses vêtements d'origine pour adopter la tenue de page portée par son homologue flamand : le Zwarte Piet. Cette transition de l'apparence du père Fouettard, dans le courant du XXe siècle, s'est effectuée par les échanges dans la population au sein du pays.[réf. nécessaire] Ce "télescopage" des deux personnages en Belgique, avec une apparence actuelle semblable mais une histoire différente, entraine une certaine confusion dans les polémiques sur la tradition du père Fouettard en Wallonie liées à celle de Zwarte Piet en Flandres. En Suisse le père Fouettard apparait également déjà représenté avec un visage noir dans les années 1960 (bien qu'ils ne le soient pas dans les années 1920). Il n'y dépeint pas une personne afrodescendante mais un personnage « sorti des ténèbres ».
On retrouve ce personnage dans plusieurs chansons enfantines et populaire, dont La fille du père Noël écrite par Jacques Lanzmann pour Jacques Dutronc, évoquant les amours de cette dernière avec le fils du père Fouettard, L'enterrement du père Fouettard de Maxime Le Forestier sortie en 1978.

### Hans Trapp

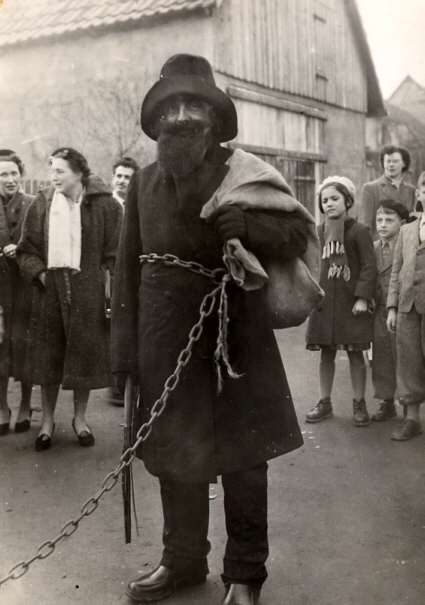
Hans Trapp en Alsace (1953).

Dans la traditions alsacienne, le personnage du nom de Hans Trapp, issu de la figure historique de Hans von Trotha, n'a pas de pouvoirs maléfiques ni surnaturels mais adopte l'image d'un rustre, sauvage, sale, sans éducation et muni d'une arme — fouet, chaîne, fusil, etc. — et le plus souvent d'un sac de charbon.
Il accompagne saint Nicolas, et parfois le Christkindel dans le nord de l'Alsace, lors de la tournée du soir du 5 décembre. Hans Trapp joue le rôle du méchant, saint Nicolas est fidèle à son rôle de protecteur des enfants et le Christkindel, lorsqu'il est présent, l'assiste distribuant ses présents,. Hans Trapp est déguisé de manière à passer pour un Alsacien rustre, bruyant et rural ou pour un homme des bois (s'exprimant par des grognements). Il est souvent muni d'une chaîne ou d'un fouet et entre dans les villes de manière bruyante et terrifiante en criant et en faisant claquer sa chaîne ou son fouet.

Jules Hoches écrit à propos de Hans Trapp en 1897 : 

« À côté de sa blanche compagne – le Christkindel –, il incarne, lui, une sorte de Lucifer, de délégué du diable, de croque-mitaine biblique, et il a pour attribut une verge à rameaux tricolores dont il menace les enfants qui ne sont pas disposés à tenir les promesses faites au Christkindel, son nom est Hans Tràpp et il ne parle que le patois d’Alsace. »

À Wissembourg, le défilé du Hans Trapp, le soir du 4e dimanche de l'Avent, fait revivre chaque année ce sinistre personnage, précédé par les moines et de la population affolés. Il apparaît à cheval, hirsute, avec d’autres cavaliers, sur un fracas de percussions.

### Krampus (ancien empire austro-hongrois et Bavière)

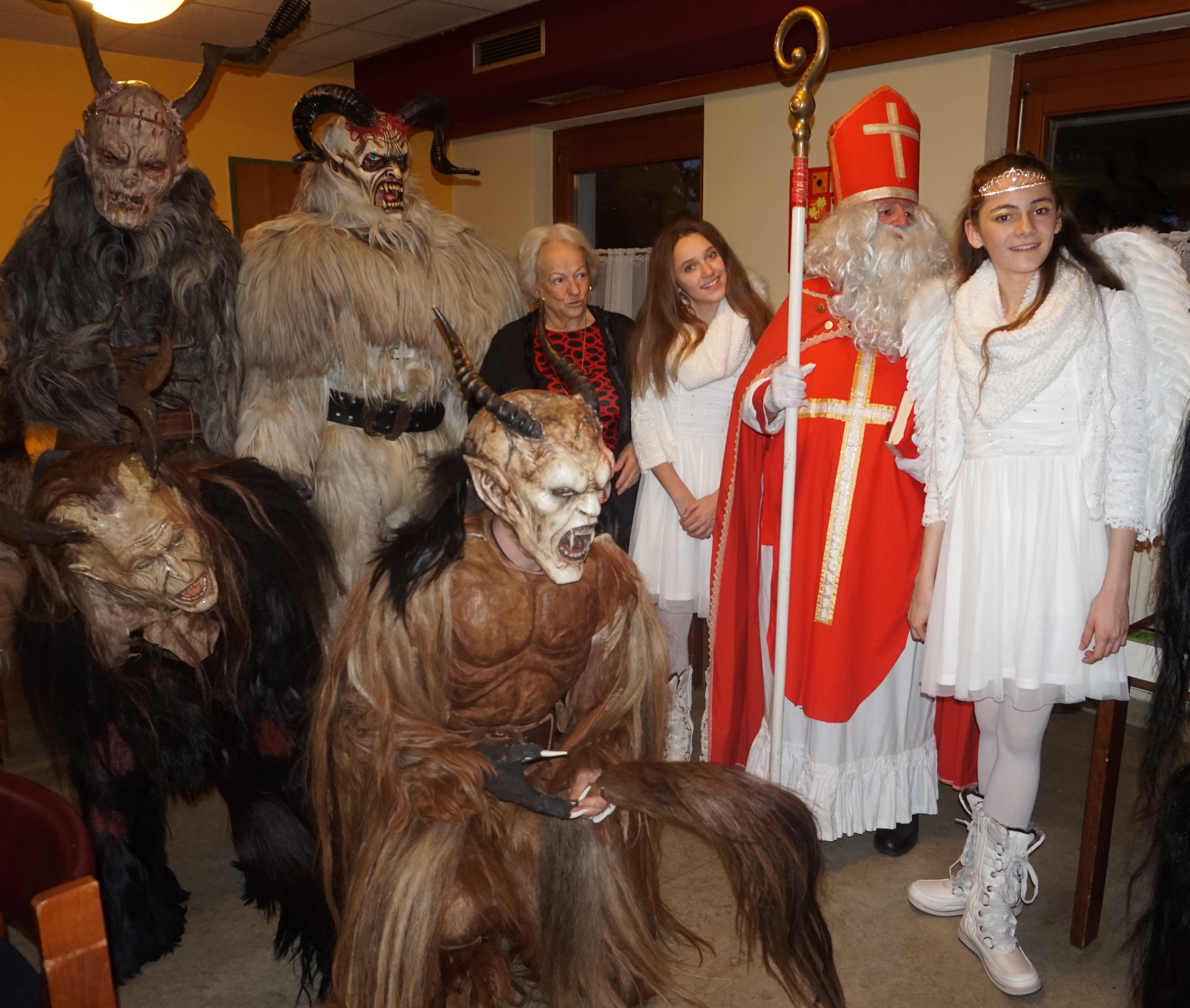
Krampus et saint Nicolas.

Le Krampus est présent en dans l'ensemble de l'ancien empire austro-hongrois: en Autriche, Bavière, Croatie, Slovénie, Frioul, Hongrie (orthographié Krampusz) aussi appelé Klaubauf en Bavière; Buzebergt à Augsbourg ; Bartel en Styrie. Il s'agit d'une créature démoniaque qui accompagne saint Nicolas ou le Christkindel. Ces deux derniers donnent des cadeaux aux enfants sages, alors que Krampus donne des avertissements et des punitions aux mauvais enfants.

### Ruppelz
En Lorraine germanophone il s'appelle entre autres Ruppelz et reprend les mêmes attributs qu'en Alsace ou en Suisse mais de manière plus souple, sans son aspect rustre dialectophone ni poussièreux. Il a davantage l'aspect d'un vieillard et peut avoir une barbe blanche.

### Knecht Ruprecht
En Allemagne, le compagnon de saint Nicolas est appelé Knecht Ruprecht.

### Schmutzli

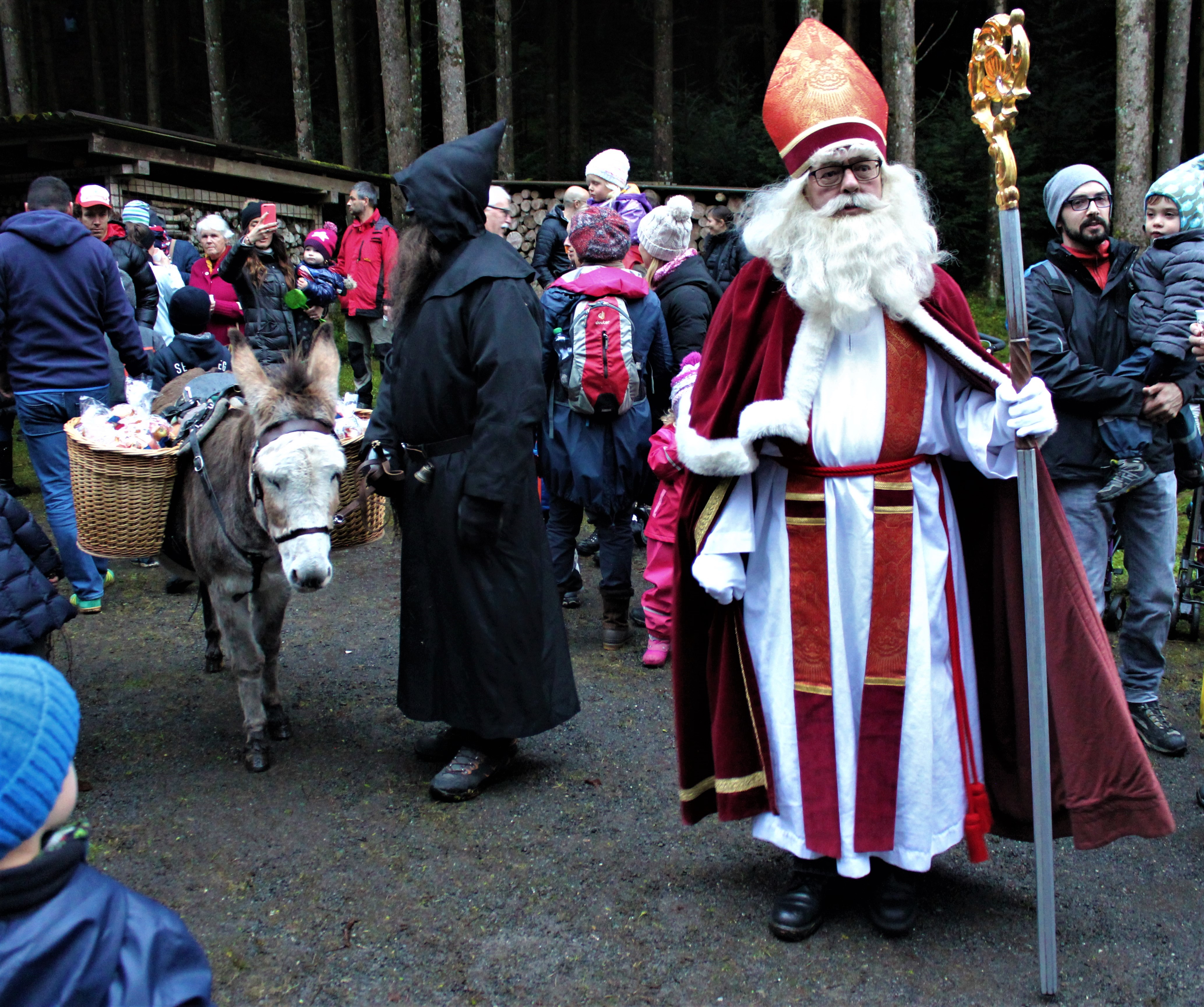
Saint Nicolas et Schmutzli à Küssnacht, en Suisse

En Suisse alémanique, le personnage se rapproche de l'image de l'homme sauvage. Il est appelé Schmutzli, Schmutz signifiant « terre, saleté », et reprend les mêmes attributs et la même fonction que le Hans Trapp alsacien.

### Zwarte Piet

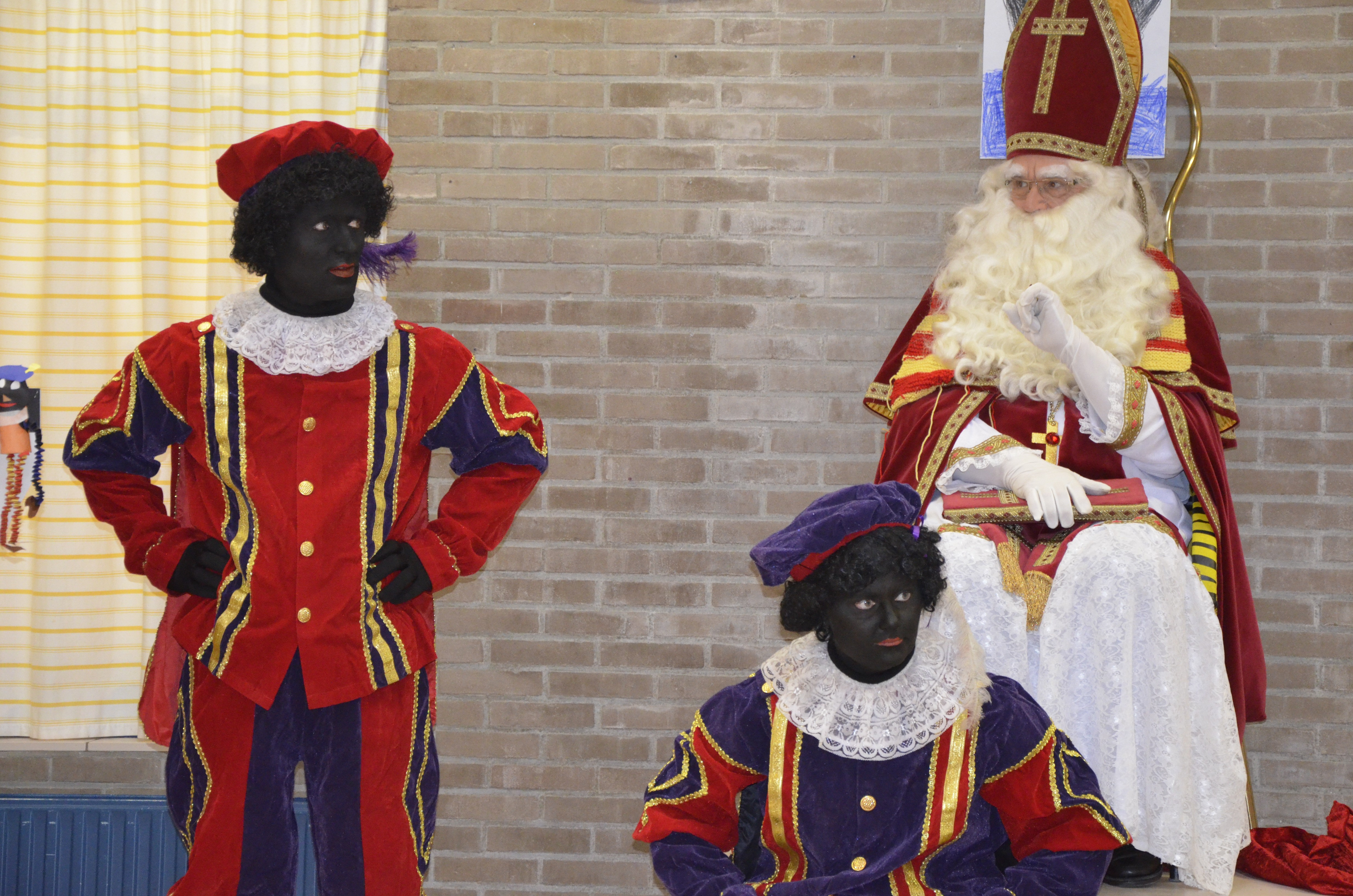
Saint Nicolas et deux zwarte piet.

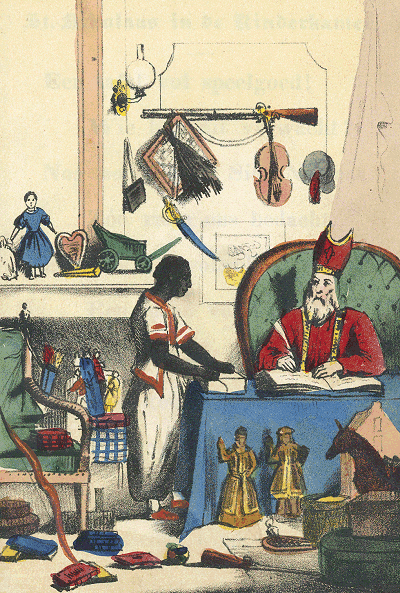
Illustration du livre St Nikolaas en zijn knecht de Jan Schenkman (1850)

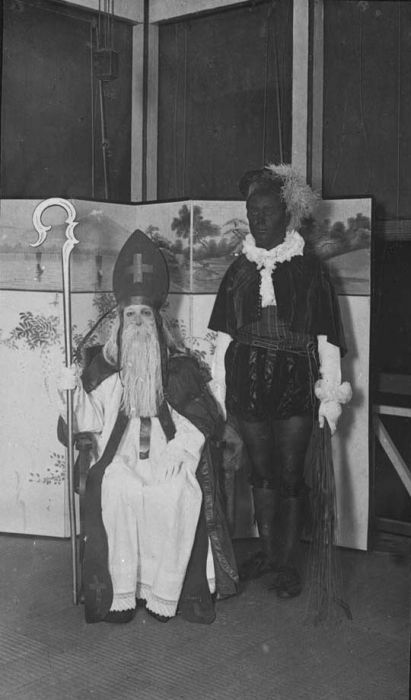
Saint Nicolas et Zwarte Piet armé d'un martinet, en 1917.

La figure correspondante aux Pays-Bas et en Flandre belge, le Zwarte Piet,, est très différente et représente un jeune valet noir.
Selon son histoire, le Zwarte Piet (« Pierre (le) Noir » en néérlandais) est un esclave maure qui a été acheté par Saint Nicolas dans l'Espagne maure. Le nom de Zwarte Piet trouverait son origine dans le livre Saint-Nicolas et son serviteur" de Jan Schenkman sorti au milieu du XIXe siècle. Le serviteur y est décrit comme un page et est dépeint comme un homme portant des vêtements sombres associées aux morisques. Dans la version de 1850 du livre de Schenkman, son aspect se rapproche beaucoup plus de son apparence actuelle. Le serviteur devient d'origine africaine, mais n'a pas encore de nom. Dans les éditions ultérieures, il porte le costume de page. Le livre est encore imprimé jusqu'en 1950 et peut être vu comme le fondement de la tradition actuelle, même s'il reprend beaucoup d'idées et de coutumes anciennes,. Avant cette nouvelle tradition, saint Nicolas était seul ou accompagné par le diable et, dans l'Europe de l'époque, il n'existait que peu de différences entre le diable et un Maure,. Dans le livre Het Feest van Sinterklaas de 1891, le serviteur est nommé Piet. Jusqu'en 1920, plusieurs livres lui donnent d'autres noms, et son aspect varie considérablement lui aussi.[réf. nécessaire]
En France seule la commune de Dunkerque semble se rattacher au personnage du Zwarte Piet[réf. nécessaire].
Aujourd'hui, il est identifié par le fait qu'il est grimé en noir, qu'il est habillé de vêtements colorés de page du XVIe siècle ou XVIIe siècle et porte parfois de gros anneaux dans les oreilles et est traditionnellement coiffé d'une perruque crépue,. Il apporte avec lui un martinet pour les fouetter et un sac de friandises. Une légende veut également qu'il ait un sac pour enlever les enfants qui ne sont pas sages avant de les emmener en Espagne. Progressivement, son rôle s'est adouci. Certaines traditions récentes le présentent comme un assistant de saint Nicolas dans sa distribution de jouets. Alors que le saint est toujours majestueux, Zwarte Piet se comporte parfois comme un acrobate ou un clown faisant des farces.

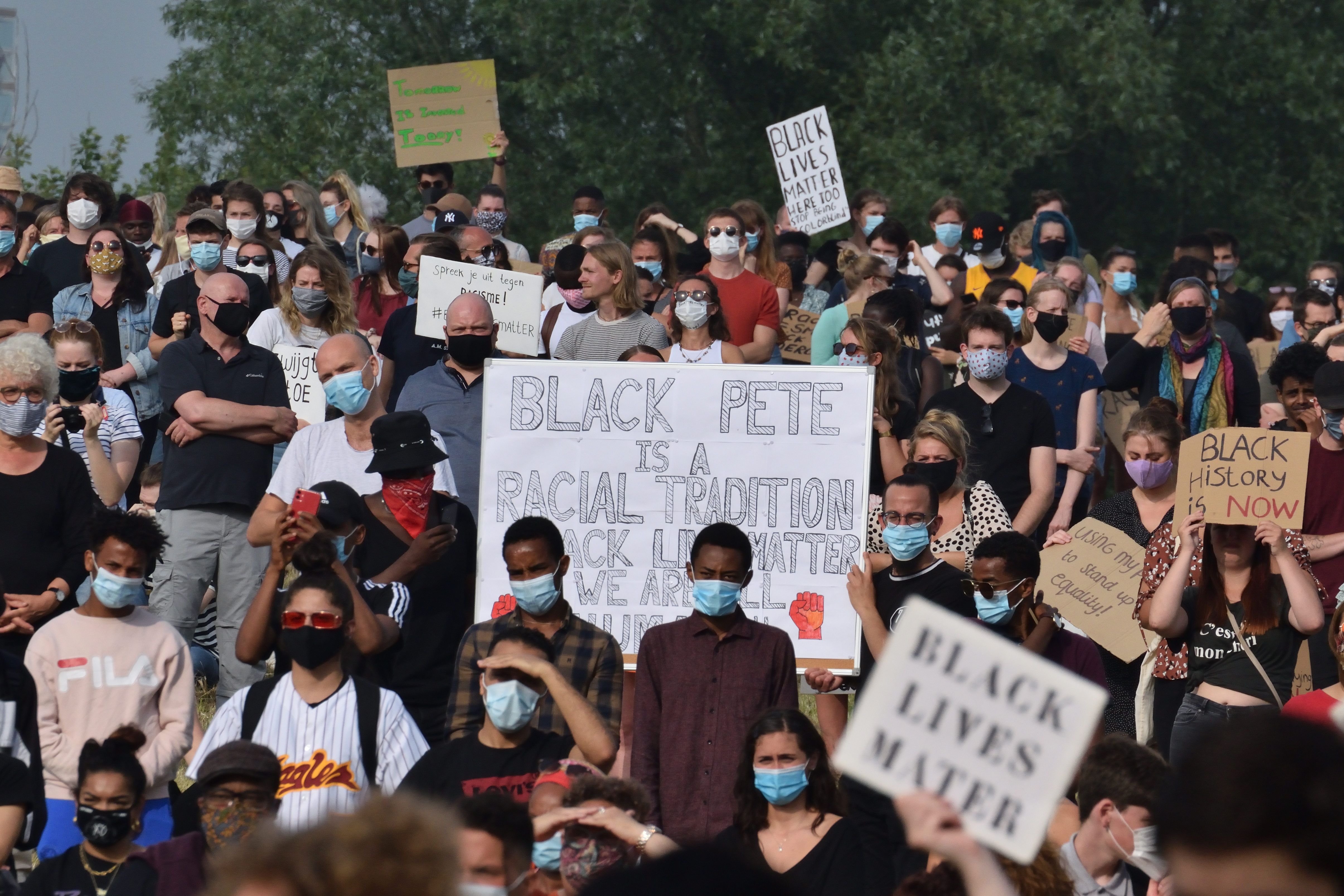
Manifestation anti-racisme à Leeuwarden

Début des années 2010 le Zwarte Piet suscite de vives polémiques,, en particulier aux Pays-Bas,. Effectivement, en janvier 2013, le Conseil des droits de l'homme des Nations unies — UNHRC — reçoit sur son site web des plaintes de personnes qui estiment que « le père Fouettard perpétue une vision raciste et stéréotypée du peuple africain et des personnes d’origine africaine qui apparaissent comme des citoyens de seconde zone. »
À la suite de ces réclamations, l'UNHRC envoie un questionnaire aux Pays-Bas. Quatre enquêteurs de la commission sont chargés de découvrir dans quelle mesure le gouvernement a impliqué la société néerlandaise, y compris les Africains dans le choix du Zwarte Piet et de saint Nicolas comme symboles culturels. À la suite de ces polémiques, une partie de la population néerlandaise et de la population belge se mobilise pour apporter un soutien au père Fouettard. Selon les sondages, une très large majorité des Néerlandais est attachée à la figure noire du Zwarte Piet. Le Parti pour la liberté d'extrême droite dépose un projet de loi pour sanctuariser la couleur noire du personnage ; ce texte est rejeté. Le mouvement politique BIJ1, engagé dans la lutte contre les discriminations, milite pour l’interdiction dans l’espace public du Zwarte Piet. L'anthropologue néerlandaise Gloria Wekker étudie cette question dans une perspective historique liée à l'esclavage et relève la persistance des stéréotypes dans cet attachement à la figure du Zwarte Piet.

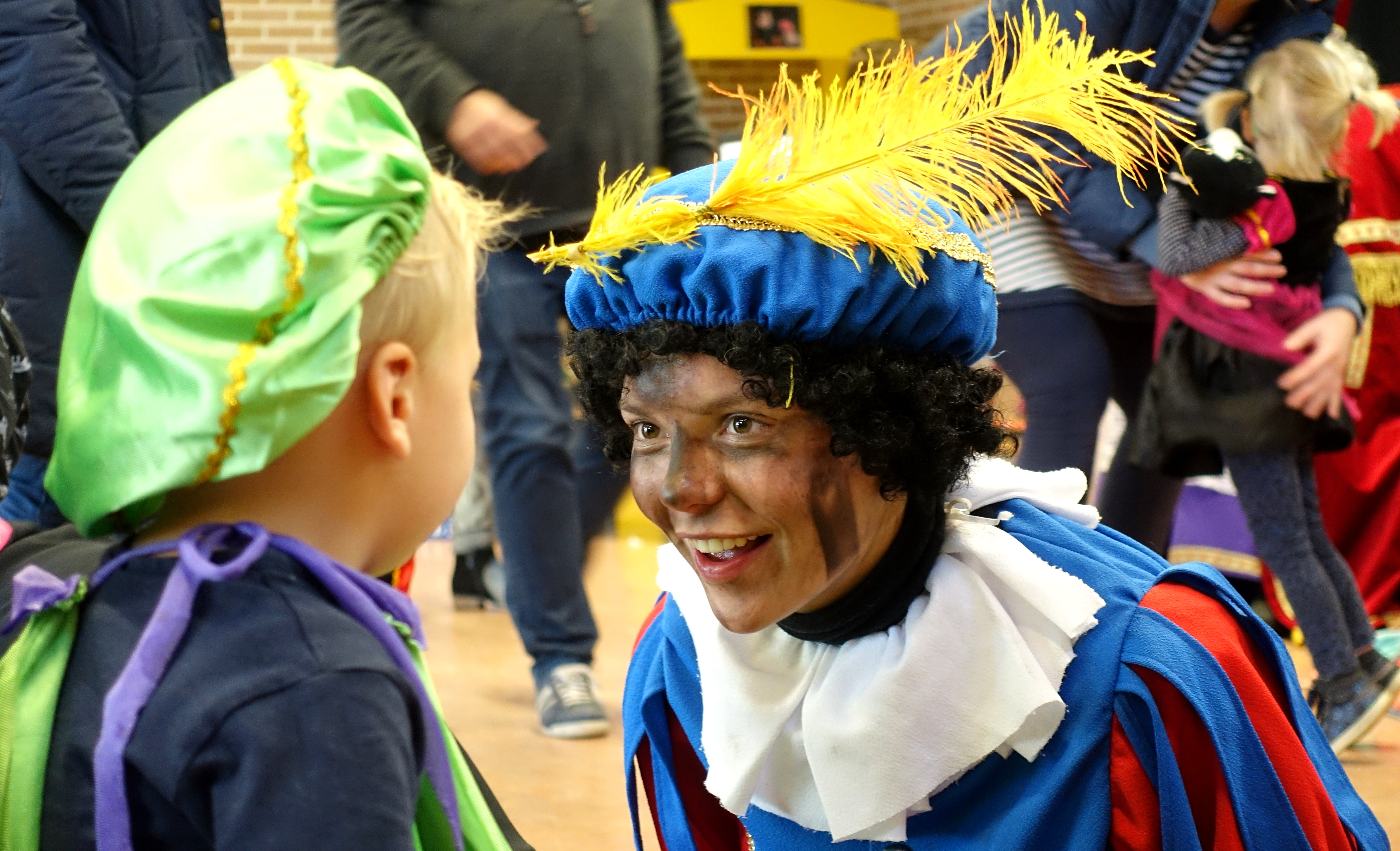
Nouvelle version de Roetveegpiet en 2019

En Belgique, le Centre pour l'égalité des chances et la lutte contre le racisme estime « qu'il n'y a pas d'intentions, de propos ou d'actes racistes dans cette tradition ». Il ajoute également qu'il s'agissait malgré tout d'une occasion de lutter contre les stéréotypes,,. Lors d'une visite annuelle de saint Nicolas à Gouda, une manifestation se produit sur ce site alors qu'un autre lieu a reçu l'autorisation pour accueillir cette manifestation. Ceci entraîne quelques heurts des différents partis. « Soixante personnes ont été interpellées pour avoir manifesté dans des lieux non autorisés, et trente autres pour avoir perturbé l’ordre public ».
Début des années 2020 une version révisée, surnommée Roetveegpiet (Pierre (le) fuligineux, ou Pierre plein de suie), était devenue plus courante que la variante traditionnelle lors d'événements publics et dans les émissions spéciales télévisées, les films, les médias sociaux et la publicité. Ce dernier présente le teint naturel des acteurs jouant le personnage avec des marques de suie créées par des traces de maquillage foncé sur leurs visages.

## Autres dénomination locales
On retrouve Rumpelklas , Hans Muff , Drapp, et Pelzbock en Rhénanie ; Houseker au Luxembourg et Ryszard Pospiech en Pologne,, correspond à un homme à la barbe brune, aux cheveux longs, à l'aspect sauvage, muni d'un long manteau, venu pour punir les enfants.
En Belgique, en région liégoise, le père fouettard présent dans toute la région devient Hanscrouf (écrit parfois Hanscroufe) (traduit littéralement en « Jean le Bossu »,) et Hans Muff dans la région germanophone de Belgique[réf. nécessaire]. Il est également surnommé Nicodème à Tournai et à Mouscron[réf. nécessaire].
En République tchèque, saint Nicolas est ainsi accompagné du čert (diable) et de l'anděl (ange),.